# Ugandatrichia navicularis
Ugandatrichia navicularis is een schietmot uit de familie Hydroptilidae. De soort komt voor in het Oriëntaals gebied.